# Stazione di Rignano sull’Arno
Stazione di Rignano sull'Arno vasútállomás Olaszországban, Rignano sull’Arno településen.

## Vasútvonalak
Az állomást az alábbi vasútvonalak érintik:
- Firenze–Róma-vasútvonal

## Kapcsolódó állomások
A vasútállomáshoz az alábbi állomások vannak a legközelebb:
- Stazione di Sant'Ellero
- Stazione di Incisa